# Erika Umeda
Erika Umeda (梅田えりか Umeda Erika?, Yokohama, Prefectura de Kanagawa; 24 de mayo de 1991) es una cantante y modelo japonesa. Fue miembro del grupo de ídol japonés ZYX y ℃-ute hasta que partió para seguir una carrera en solitario en el modelaje. En 2013, regresó a su carrera musical con el lanzamiento de su sencillo debut en solitario "Crush On You". 

## Carrera

### 2002-2004 Hello! Project Kids y ZYX
Umeda nació el 24 de mayo de 1991 en Kanagawa, Japón. En 2002, audicionó para Hello! Project Kids con la canción "White Love" de Speed. Su cinta de audición fue transmitida en el programa de variedades de Morning Musume Hello! Morning. La colocaron en el grupo con otras 14 chicas. En el mismo año, apareció en la película Koinu Dan no Monogatari.
En 2003, Umeda se convirtió en miembro del subgrupo ZYX junto con Mari Yaguchi de Morning Musume , Maimi Yajima, Saki Shimizu, Megumi Murakami y Momoko Tsugunaga. Lanzaron su sencillo debut, "Iku ZYX! Fly High" el 6 de agosto de 2003 , seguido de "Shiroi Tokyo" el 10 de diciembre de 2003. Más tarde, en 2004, participó cantando "All for One & One for All!", un sencillo de colaboración lanzado por todos los artistas de Hello! Project bajo el nombre "H.P. All Stars".

### 2005-2009°C-ute
En 2004, Berryz Kobo fue creado con la intención de rotar a todos los miembros de Hello! Project Kids para hacer tiempo para la escuela, pero la idea se descartó más tarde, y las niñas restantes que no fueron elegidas fueron rebautizadas con el nombre ℃-ute el 11 de junio de 2005. El 1 de agosto de 2009, Hello! Project anunció que Umeda se graduaría el 25 de octubre de 2009, el último día de la gira de conciertos de ℃-ute , para convertirse en modelo.

### 2010-Presente Carrera Solitario
En 2010, Umeda firmó con una agencia de modelos llamada Illume Models. Hizo su debut fugitivo en el Girls Award Summer 2010 y continuó apareciendo como modelo regular en todos los programas de temporada hasta 2013. También apareció en el programa Tokyo Girls Collection Spring/Summer 2012 show.
En 2013, Umeda dejó el modelaje para volver a la música y firmó con Brand-New Music. Lanzó su primer álbum en solitario Erika el 12 de febrero de 2014, con el sencillo principal "Crush On You". En 2018, se convirtió en asesora del grupo de chicas Turtle Lily.

## Discografía
Para conocer los lanzamientos de Erika Umeda con ℃-ute , consulte la discografía de ℃-ute#Discografia

### Álbumes
| Título | Año  | Detalles del Album                                                               | Posiciones máximas del gráfico | Ventas |
| ------ | ---- | -------------------------------------------------------------------------------- | ------------------------------ | ------ |
| Erika  | 2014 | - Realizado: 12 de febrero de 2014 - Discográfica: Brand-New Music - Formato: CD | _                              | _      |

## Filmografía

### Películas
| Año  | Título                  | Rol              | Notas          |
| ---- | ----------------------- | ---------------- | -------------- |
| 2002 | Koinu Dan no Monogatari | Madoka Nishizawa | Rol de Soporte |

### Televisión
| Año       | Texto de cabecera    | Rol      | Canal de Television | Notas                                         |
| --------- | -------------------- | -------- | ------------------- | --------------------------------------------- |
| 2002–2007 | Hello! Morning       | Sí misma | TV Tokyo            | Programa de variedades de Morning Musume      |
| 2002–2004 | Hello Kids           | Sí misma | TV Tokyo            | Programa de variedades de Minimoni            |
| 2005      | Musume Document 2005 | Sí misma | TV Tokyo            | Programa de variedades de Morning Musume      |
| 2005–2006 | Musume Dokyu!        | Sí misma | TV Tokyo            | Programa de variedades de Morning Musume      |
| 2007-2008 | Haromoni@            | Sí misma | TV Tokyo            | Programa de variedades de Morning Musume      |
| 2008      | Berikyū!             | Sí misma | TV Tokyo            | Programa de varedades de Berryz Kobo y °C-ute |
| 2008      | Yorosen!             | Sí misma | TV Tokyo            | Programa de variedades de Hello! Project      |
| 2009      | Bijo Houdan          | Sí misma | TV Tokyo            | Programa de variedades de Hello! Project      |

### Vídeo musical
| Año  | Artista       | Canción            | Notas                               |
| ---- | ------------- | ------------------ | ----------------------------------- |
| 2003 | Miki Fujimoto | "Boogie Train '03" |                                     |
| 2011 | Shiki Canata  | "Have a Nice Day"  | Episode 1: "Goodbye, My First Love" |

### Teatro
| Año  | Título            | Rol      | Notas         |
| ---- | ----------------- | -------- | ------------- |
| 2007 | Neruko wa Cute    | Si Misma | Rol principal |
| 2008 | Keitai Shōsetsuka | Si Misma | Rol principal |
| 2009 | Ataru mo Hakke!?  | Si Misma | Rol principal |
| 2014 | Goodbye Joker     |          |               |

### Radio
| Año       | Título              | Rol                   | Notas            |
| --------- | ------------------- | --------------------- | ---------------- |
| 2006–2008 | Cutie Party         | Presentadora de radio | Con Maimi Yajima |
| 2008–2009 | Cute Cutie Paradise | Presentadora de radio | Con Airi Suzuki  |